# Мицо Гетовски
Мицо Иванов Гетовски е участник в Съпротивителното движение по време на Втората световна война, партизанин. Български офицер, генерал-майор.

## Биография
Мицо Гетовски е роден на 8 август 1924 г. в с. Борован, Белослатинско. Завършва основното си образование в родното си село. Учи в Белослатинската гимназия. Член на РМС от 1940 г., а на БКП от 1945 г. През 1943 г. завършва реална гимназия във Враца. Участва в Съпротивително движение по време на Втората световна война. Преминава в нелегалност и е партизанин в Партизански отряд „Гаврил Генов“ (март 1944).
След 9 септември 1944 г. участва участва като доброволец във войната срещу Германия. След завръщането си от фронта през пролетта на 1945 г. постъпва в Школата за запасни офицери, а малко по-късно същата година във Военно училище.. Завършва през 1945 г. От 15 май 1945 до 8 септември 1947 г. е взводен командир във втори армейски артилерийски полк. Между 9 септември и 31 декември 1947 г. служи в отдел „Бойна подготовка“ на Командването на Артилерията. Учи в артилерийската академия „Феликс Дзержински“ (1 януари 1948 – 24 януари 1949). От 25 януари 1949 до 17 юни 1951 г. е помощник-началник на отделение в отдел „Бойна подготовка“ на Командването на артилерията. Между 11 юни и 11 октомври 1951 г. е заместник-началник на разузнавателен отдел в Командването. В периода 12 ноември 1951 – 2 септември 1958 г. е началник на щаба на Артилерията в Командването. След това от 3 септември 1958 до 13 септември 1959 г. е началник на артилерията на трета армия. Завършва Генералщабна академия в Ленинград (28 март-23 октомври 1961). Военно звание генерал-майор (1962). Командващ артилерията на българската армия (14 октомври 1959 – 16 февруари 1962). Създател и първият командир на Ракетните войски на Българската армия (1959 – 1964). Утвърден за АБПФК през 1960. Умира на 16 февруари 1963 г. на 38-годишна възраст.
Генерал-майор Мицо Гетовски е почетен гражданин на с. Борован от 2010 г. Тук е изграден и негов паметник.

## Военни звания
- лейтенант (9 септември 1947)
- старши лейтенант (25 април 1950)
- капитан (7 юли 1951)
- майор (26 ноември 1951)
- подполковник (29 юли 1952)
- полковник (5 октомври 1953)
- генерал-майор (24 септември 1962)

## Образование
- Школа за запасни офицери (януари-май 1945)
- Военно училище в София (май 1945-септември 1947)
- Артилерийска академия „Феликс Дзержински“ (1 януари 1948 – 24 януари 1949)
- Академия на Генералния щаб на Въоръжените сили на СССР (28 март-23 октомври 1961)

## Награди
- Медал „За безупречна служба“ – II ст.
- Медал „За храброст“ – IV ст.
- Съветски медал „За боева заслуга“
- „Червено знаме“
- „9 септември 1944 г.“ – II и I ст. с мечове